# Marcel Audiard
Pour les articles homonymes, voir Audiard.
 (août 2020).
Si vous disposez d'ouvrages ou d'articles de référence ou si vous connaissez des sites web de qualité traitant du thème abordé ici, merci de compléter l'article en donnant les références utiles à sa vérifiabilité et en les liant à la section « Notes et références ».
Œuvres principales
Le Cri du corps mourant (2017)

Le Cri du mort courant (2018)

Le Maure m'a tuer (2020)
Marcel Audiard, né Stéphane Audiard le 8 octobre 1970 à Dourdan, est un romancier français auteur du roman policier Le Cri du corps mourant (2017) dont le succès critique a donné lieu à une suite : Le Cri du mort courant (2018). Marcel Audiard est le petit-fils de Michel Audiard, et le neveu et filleul de Jacques Audiard.

## Biographie
Stéphane Audiard est né le 8 octobre 1970. Il est le fils unique de Marie-Josée et François Audiard, disparu le 19 janvier 1975 dans un accident de voiture à l'âge de vingt-six ans. 
Baccalauréat scientifique en poche, il intègre médecine et se spécialise en pédopsychiatrie. Marié, il est père de trois enfants. En 2015, tout en poursuivant l'exercice de son métier, il se lance dans l'écriture d'un roman à la suite d'un pari perdu avec sa femme Charlotte et l'intitule Le Cri du corps mourant, en clin d'œil au film Le Cri du cormoran le soir au-dessus des jonques, réalisé par son grand-père l'année de sa naissance.

## Publications
- Le Cri du corps mourant, Le Cherche midi  (ISBN 978-2-74915-414-5)
L'ouvrage raconte les tribulations d'une bande d'adolescents à la recherche d'un enfant de dix ans enlevé par une mystérieuse organisation, grillant la politesse à une police apparemment dépassée. Bousculant les codes narratifs du genre - le polar -  et fort d'un style à la fois gouailleur et irrévérencieux, Le Cri du corps mourant connaît un joli succès d'estime et reçoit un accueil favorable dans la presse[4],[5], chez les libraires[6],[7], ainsi que sur les blogs spécialisés[8], ce qui encourage le cherche midi à lui commander une suite, Le Cri du mort courant[9], paru le 18 octobre 2018[10], dont les médias soulignent entre autres les "voltiges de la langue"[11].
- Le Cri du mort courant"[12], le cherche midi  (ISBN 978-2-74915-798-6)
- Le maure m'a tuer[13], Publishroom Factory (ISBN 979-1023616224)